# Elchhund

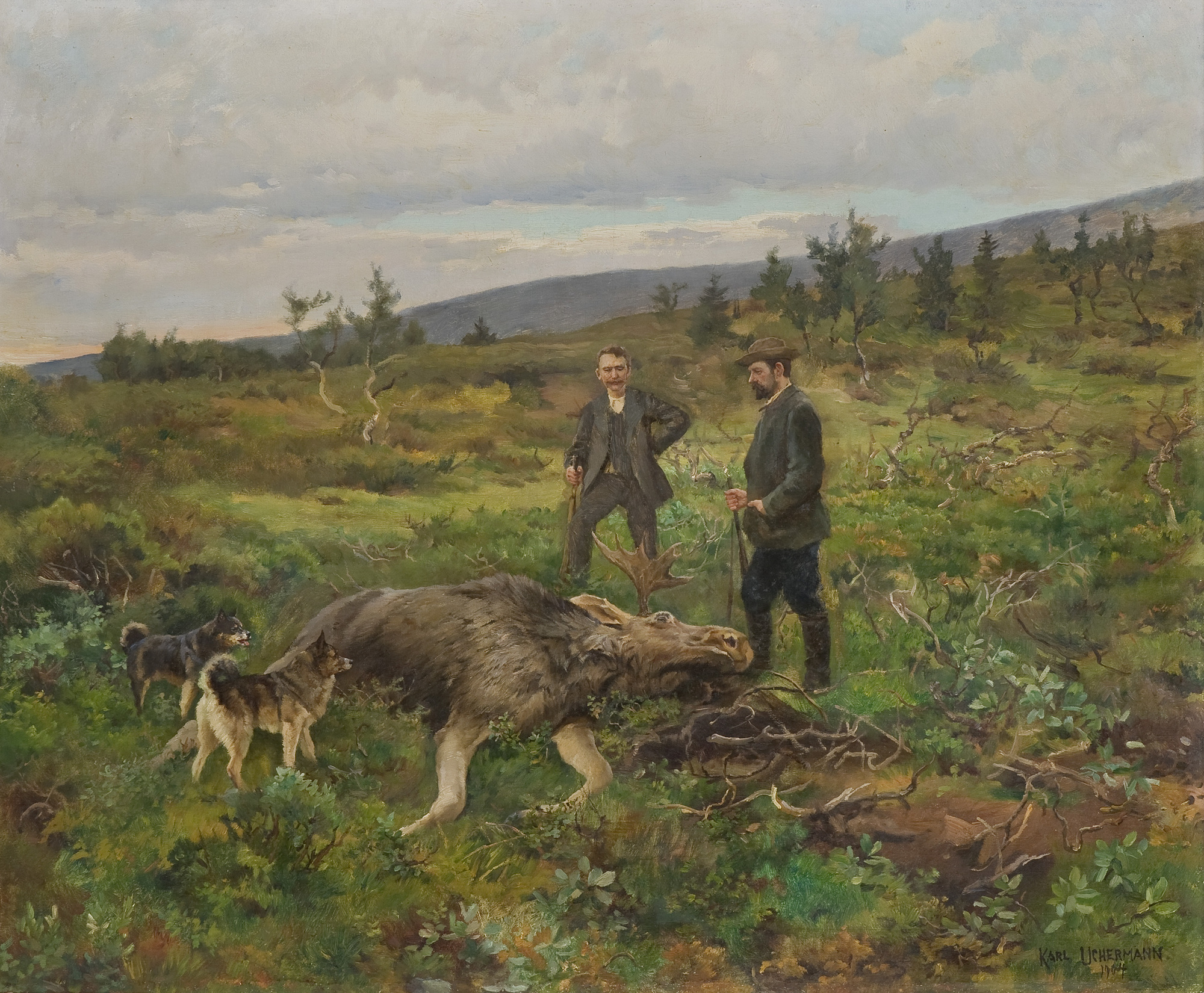
Gemälde K.Uchermann 1904

Ein Elchhund ist ein Jagdhund, der zur Jagd auf Elche verwendet wird. Elchhunde suchen auf große Distanz das Wild. Sie verfolgen fliehendes Wild lautlos, dann stellen und verbellen sie es, bis der Jäger kommt. Sie sind selbständig und eigenwillig und stellen auch Großwild. Elchhunde werden auch zur Jagd auf anderes Wild, darunter auch Bären, eingesetzt. Der alte Name des Norwegischen Elchhunds, Dyrehund (dyr = Tier; Tierhund), weist darauf hin.
Zu den Elchhunden gehören folgende von der FCI anerkannte Rassen:
- Jämthund (Ursprung Schweden)
- Norwegischer Elchhund grau
- Norwegischer Elchhund schwarz